# غريغ جونز (لاعب كرة قاعدة)
غريغ جونز (بالإنجليزية: Greg Jones)‏ هو لاعب كرة قاعدة أمريكي، ولد في 15 نوفمبر 1976 في كليرواتر في الولايات المتحدة.

## وصلات خارجية
- جريج جونز على موقعبيزبول رفرنس.كوم (الدوري الرئيسي) (الإنجليزية)
- جريج جونز على موقعبيزبول رفرنس.كوم (الدوري الثانوي) (الإنجليزية)